# Epideira torquata
Epideira torquata é uma espécie de gastrópode do gênero Epideira, pertencente à família Horaiclavidae.